# Iredale Island
Iredale Island ist eine unbewohnte Insel im australischen Bundesstaat Western Australia. 
Sie ist 520 Meter lang und 270 Meter breit. Sie ist 31 Kilometer vom australischen Festland entfernt, in der Nähe liegen die Inseln Rathbun Island, Mcculloch Island und Whitley Island.